# Glockhauskamm

Prettaukamm und Glockhauskamm

Der Glockhauskamm ist ein Gebirgskamm der Venedigergruppe in Osttirol. Höchster Gipfel des Glockhauskamms ist die Jagdhausspitze (3165 m ü. A.). Der Gebirgskamm liegt zur Gänze im Nationalpark Hohe Tauern.

## Lage
Der vergleichsweise kurze Glockhauskamm liegt im Südwesten der Venedigergruppe. Im Westen trennt der Arventalbach den Glockhauskamm vom Prettaukamm, im Süden bildet er die Grenze zur Rieserfernergruppe. Im Norden markiert die Glockhausscharte die Trennlinie zum Prettaukamm, im Osten bildet die Schwarzach die Grenze um Umbalkamm. Der Glockhauskamm zweigt vom Prettaukamm im Bereich der Löffelspitze (3190 m ü. A.) nach Süden ab. Nördlichster Gipfel nach der Glockhausscharte (2968 m ü. A.) ist der Glockhaus (3103 m ü. A.). Danach folgt auf die Jagdhausscharte (2974 m ü. A.), die Jagdhausspitze (3165 m ü. A.), die Kleine Jagdhausspitze und nach dem Hörnlesattel (2679 m ü. A.) das Hörnle (2744 m ü. A.).